# ضفدع وينينغ مثلم الأصابع
ضفدع وينينغ مثلم الأصابع (الاسم العلمي: Rana weiningensis) (بالإنجليزية: Weining groove-toed frog)‏ هو نوع من البرمائيات يتبع جنس الضفدع الحقيقي من فصيلة الضفادع الحقيقية.